# ویلیام مک‌نامارا
ویلیام مک‌نامارا (انگلیسی: William McNamara؛ زادهٔ ۳۱ مارس ۱۹۶۵) بازیگر اهل ایالات متحده آمریکا است. وی از سال ۱۹۸۷ میلادی تاکنون مشغول فعالیت بوده‌است.
از فیلم‌های معروف او می‌توان به بازی در فیلم‌های راز صحرا، میمون‌صفت، جین شیرین، نجات از شکار شدن، دزدی خانه، رادیو داخل و استلا اشاره کرد.